# Liste der Kulturdenkmäler in Wattenbach (Söhrewald)
Die folgende Liste enthält die in der Denkmaltopographie ausgewiesenen Kulturdenkmäler auf dem Gebiet des Ortsteils Wattenbach der Gemeinde Söhrewald, Landkreis Kassel, Hessen.
Hinweis: Die Reihenfolge der Denkmäler in dieser Liste orientiert sich an der Anschrift, alternativ ist sie auch nach der Bezeichnung oder der Bauzeit sortierbar.
Kulturdenkmäler werden fortlaufend im Denkmalverzeichnis des Landes Hessen durch das Landesamt für Denkmalpflege Hessen auf Basis des Hessischen Denkmalschutzgesetzes (HDSchG) geführt. Die Schutzwürdigkeit eines Kulturdenkmals hängt nicht von der Eintragung in das Denkmalverzeichnis des Landes Hessen oder der Veröffentlichung in der Denkmaltopographie ab.

Das Vorhandensein oder Fehlen eines Objekts in dieser Liste ist keine rechtsverbindliche Auskunft darüber, ob es Kulturdenkmal ist oder nicht: Diese Liste entspricht möglicherweise nicht dem aktuellen Stand der offiziellen Denkmaltopographie. Diese ist für Hessen in den entsprechenden Bänden der Denkmaltopographie Bundesrepublik Deutschland und im Internet unter DenkXweb – Kulturdenkmäler in Hessen einsehbar. Auch diese Quellen sind, obwohl sie durch das Landesamt für Denkmalpflege Hessen aktualisiert werden, nicht immer aktuell, da es im Denkmalbestand immer wieder Änderungen gibt.
Eine verbindliche Auskunft erteilt allein das Landesamt für Denkmalpflege Hessen.
Nutze diese Kartenansicht, um Koordinaten in der Liste zu setzen. In dieser Kartenansicht sind Kulturdenkmale ohne Koordinaten mit einem roten bzw. orangen Marker dargestellt und können in der Karte gesetzt werden. Kulturdenkmale ohne Bild sind mit einem blauen bzw. roten Marker gekennzeichnet, Kulturdenkmale mit Bild mit einem grünen bzw. orangen Marker.
| Bild                | Bezeichnung                                     | Lage                                              | Beschreibung                    | Bauzeit                                | Objekt-Nr. |
| ------------------- | ----------------------------------------------- | ------------------------------------------------- | ------------------------------- | -------------------------------------- | ---------- |
| Bild gesucht BW     | Gesamtanlage I historischer Ortskern Wattenbach | Gesamtanlage I Lage                               |                                 |                                        | 88360 DDB  |
| Bild gesucht BW     | Wohnsiedlung der Grube Wattenbach               | Gesamtanlage II; Beim Bergwerk 1–3, 4 Lage        |                                 |                                        | 88359 DDB  |
| Bild gesucht BW     | Streckhofanlage                                 | Kirchgasse 2 LageFlur: 5, Flurstück: 41/1         |                                 | Um 1750, im 19. Jahrhundert erweitert. | 87742 DDB  |
| Evangelische Kirche | Evangelische Kirche                             | Kirchgasse 4 LageFlur: 5, Flurstück: 38/2, 39     |                                 | 1782 (Inschrift an der Südfassade)     | 87743 DDB  |
| Bild gesucht BW     | Streckhof                                       | Kirchgasse 9 LageFlur: 5, Flurstück: 51/1, 52/1   |                                 | Ende 18. Jahrhundert                   | 87744 DDB  |
| Bild gesucht BW     | Ehemaliges Einhaus                              | Leimsbergstraße 8 LageFlur: 5, Flurstück: 5       |                                 | 19. Jahrhundert                        | 87745 DDB  |
| Bild gesucht BW     | Fachwerkhaus                                    | Leimsbergstraße 10 LageFlur: 5, Flurstück: 3      |                                 |                                        | 87746 DDB  |
| Bild gesucht BW     | Ehemaliges Einhaus                              | Leimsbergstraße 12 LageFlur: 5, Flurstück: 4      |                                 | Vor 1750                               | 87747 DDB  |
| Bild gesucht BW     | Ehemalige Schule                                | Trieschweg 4 LageFlur: 6, Flurstück: 9/5          | Zweigeschossiger Mauerwerksbau. | Beginn 20. Jahrhundert                 | 87748 DDB  |
| Bild gesucht BW     | Fachwerkwohnhaus                                | Welleröder Straße 30 LageFlur: 4, Flurstück: 39/1 |                                 | Beginn 20. Jahrhundert                 | 87749 DDB  |